# Delia Akeley
Delia Akeley (Beaver Dam, Wisconsin, 1869-Daytona Beach, Florida, 1970), conocida también como Mickie, fue una exploradora, cazadora, fotógrafa y escritora estadounidense que viajó por África realizando trabajos de recolección de fauna silvestre y estudios antropológicos para distintos museos de ciencias naturales de Estados Unidos. En una época en la que las fronteras del conocimiento y las exploraciones eran terreno casi exclusivamente masculino, destacó como una pionera valiente que, tras recorrer África durante veintiún años con su marido, decidió emprender la aventura de su vida a los cincuenta años y convertirse en la primera mujer occidental en cruzar parte de África a pie y en solitario.

## Biografía
Nació el 5 de diciembre de 1869 en una granja de Beaver Dam, Wisconsin. Fue la menor de los nueve descendientes de la familia de origen humilde formada por Margaret Hanberry y Patrick Denning, agricultores irlandeses. De adulta, mantuvo una gran discreción sobre su infancia.
Mickie, como la llamaban en su familia, fue considerada una pequeña rebelde, inconformista e inquieta. Tras una pelea con su padre, se escapó de casa cuando tenía trece años. Según ella misma dijo, estaba cansada de la monotonía y deseaba vivir una vida aventurera. Nunca volvió a ver a su familia. En Milwaukee, a los 14 años, conoció a Arthur Reiss, un barbero y cazador aficionado que la había ayudado a encontrar trabajo, del que se enamoró y con el que decidió casarse en 1889. Juntos realizaron varios viajes de caza por Estados Unidos y Canadá, y en 1902 se embarcaron en su primera expedición a África.

Es probable que en el transcurso de aquella cacería, la futura aventurera conociera a Carl Ethan Akeley, que trabajaba para el Museo Público de Milwaukee. Quedó fascinada rápidamente por la obra del renombrado taxidermista, fotógrafo y cazador, muy conocido por ser especialista en dioramas, grandes decorados pintados e iluminados imitando entornos naturales en los que se repartían figuras animales. En 1902, tras trece años de matrimonio con Reiss, le pidió el divorcio. En 1902, Delia contrajo nuevas nupcias con Akeley, quien por entonces era el taxidermista en jefe del Museo Field de Historia Natural de Chicago y se convirtió en su más fiel colaboradora.

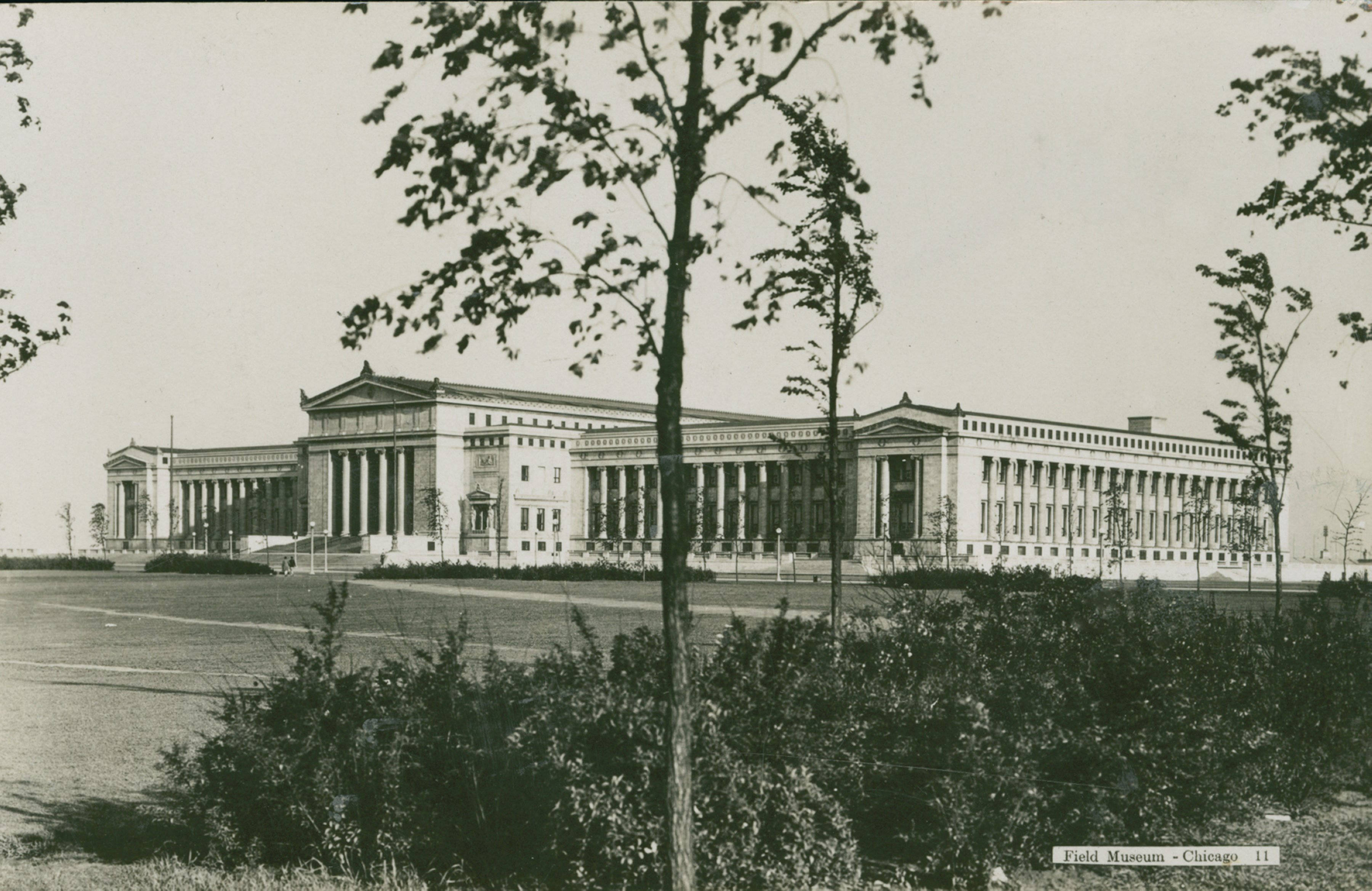
Museo Field de Historia Natural de Chicago

Con el paso de los años la pareja poco a poco se fue separando. En 1918 Delia se dedicó por completo al esfuerzo bélico, viajando a Nancy, Francia, para trabajar en un comedor como voluntaria de la Fuerza Expedicionaria Estadounidense que luchaban en territorio europeo durante la Primera Guerra Mundial. Su ausencia precipitó el fin de los 21 años de matrimonio con Carl, que adujo abandono, aunque después se supo que él la había sido infiel. Aún esperarían hasta 1923 para formalizar el divorcio.
Al regreso de la que sería su última expedición africana, se casó con Warren D. Howe, un hombre de negocios y antiguo expedicionario a quien conocía desde sus días en Chicago. Retirada de la vida pública, escribió dos libros autobiográficos, Jungle Portraits (1930) y All True (1931), en los que narró sus vivencias en África, sus observaciones sobre la naturaleza y las culturas nativas, y sus reflexiones sobre la vida y la aventura.
Falleció por causas naturales el 22 de mayo de 1970 en Daytona Beach, Florida.

### Exploraciones

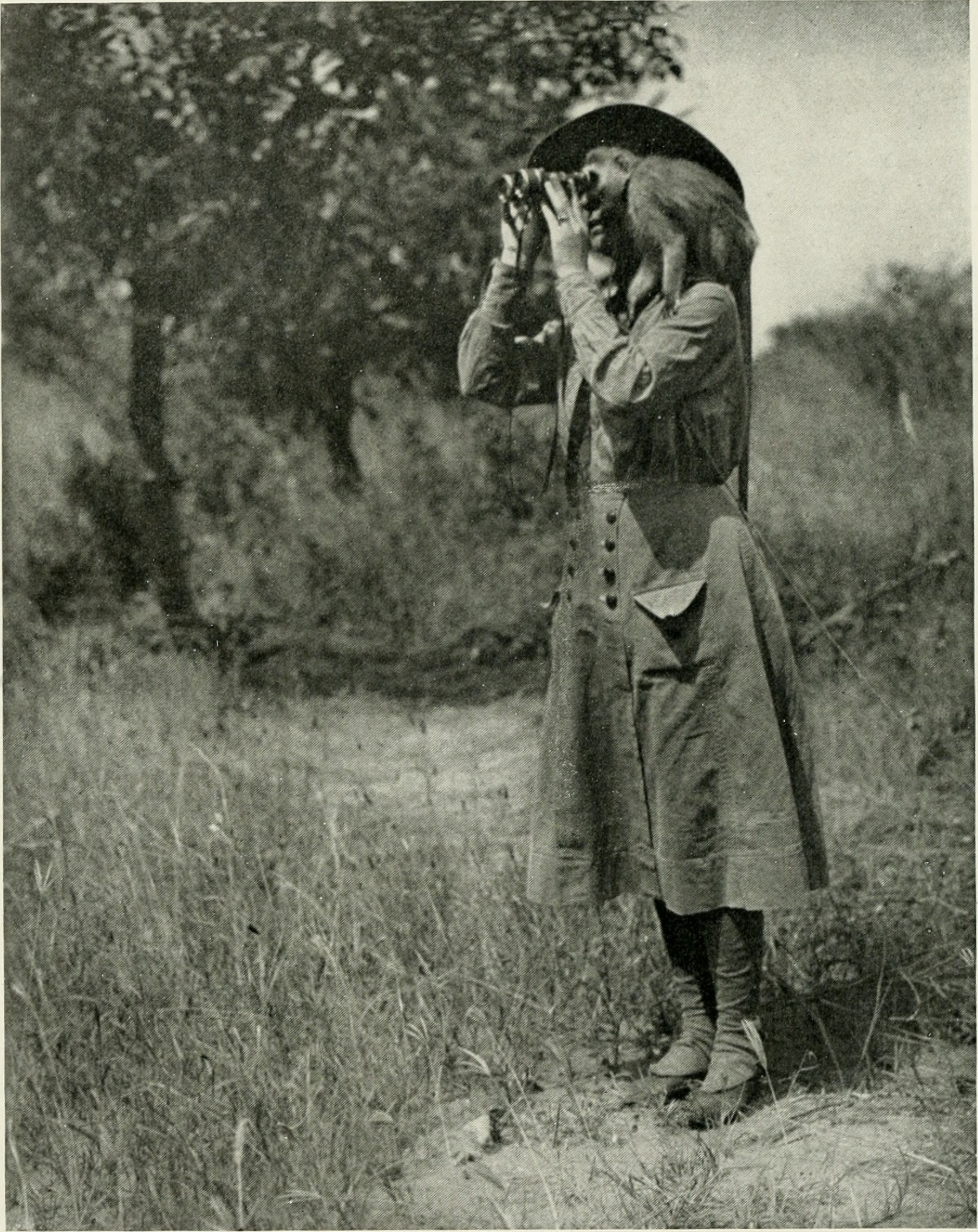
Delia Akeley y su mono J.T.

Entre 1905 y 1920 Delia y su marido Carl realizaron cinco expediciones a África. La primera, en 1905, fue organizada por el Museo Americano de Historia Natural de Nueva York y liderada por su marido para conseguir ejemplares de elefantes. Cuatro años después, en 1909 se mudaron a Nueva York y juntos emprendieron su segundo viaje a África con el encargo de cazar y llevar más ejemplares de elefantes para el Museo. Durante esa expedición, que duró hasta 1911, Carl fue atacado por uno de ellos pero gracias a la determinación de su mujer, que le auxilió, pudo salvar la vida. Poco después cayó enfermo de fiebre biliar  y ella se vio obligada a asumir el papel de enfermera, directora del safari y proveedora de alimentos. Finalmente, regresaron sanos y salvos a los Estados Unidos en 1911. Allí fueron recibidos como héroes y empezaron a codearse con la alta sociedad.
En aquellos años estaba muy interesada en un mono vervet que se había traído con ella desde África en 1920 y al que bautizó como J.T. Junior. A pesar de que cuidaba de él como si fuera un animal de compañía, el mono llegó a atacarla y al final, tuvo que ser trasladado a un zoológico. Todo lo que aprendió del mono lo plasmó en su libro: J.T. Junior: The biography of an african monkey. Sus estudios sobre el comportamiento animal se produjeron en una época anterior a la existencia de la etología como ciencia.
Después de su separación de Carl, entre 1924 y 1925, llevó a cabo su primera expedición en solitario a África Oriental y África Central, financiada por el Museo de Brooklyn, para estudiar las  culturas africanas y recolectar algunos especímenes de caza mayor. En la expedición, sus únicos acompañantes, sin guías ni escolta armada como era habitual, fueron personas africanas seleccionadas por ella. Regresó a casa en 1925, aportando más de treinta especímenes de animales de caza al Museo de Brooklyn. También vendió ciento noventa objetos de interés científico y cultural al Museo de Newark en Nueva Jersey. En 1929 realizó su segunda expedición en solitario también para el Museo de Brooklyn. Aunque tuvo que regresar anticipadamente debido a las lluvias torrenciales, se obtuvieron más de 1524 metros de película y 1500 fotografías.

Desde mi primera experiencia con las tribus primitivas del África central, hace ya 22 años, he tenido la firme convicción de que, si una mujer se aventura sola, sin escolta armada y vive en los poblados, podría hacer amistad con las mujeres y conseguir información más valiosa y auténtica sobre sus costumbres tribales.
Delia Akeley

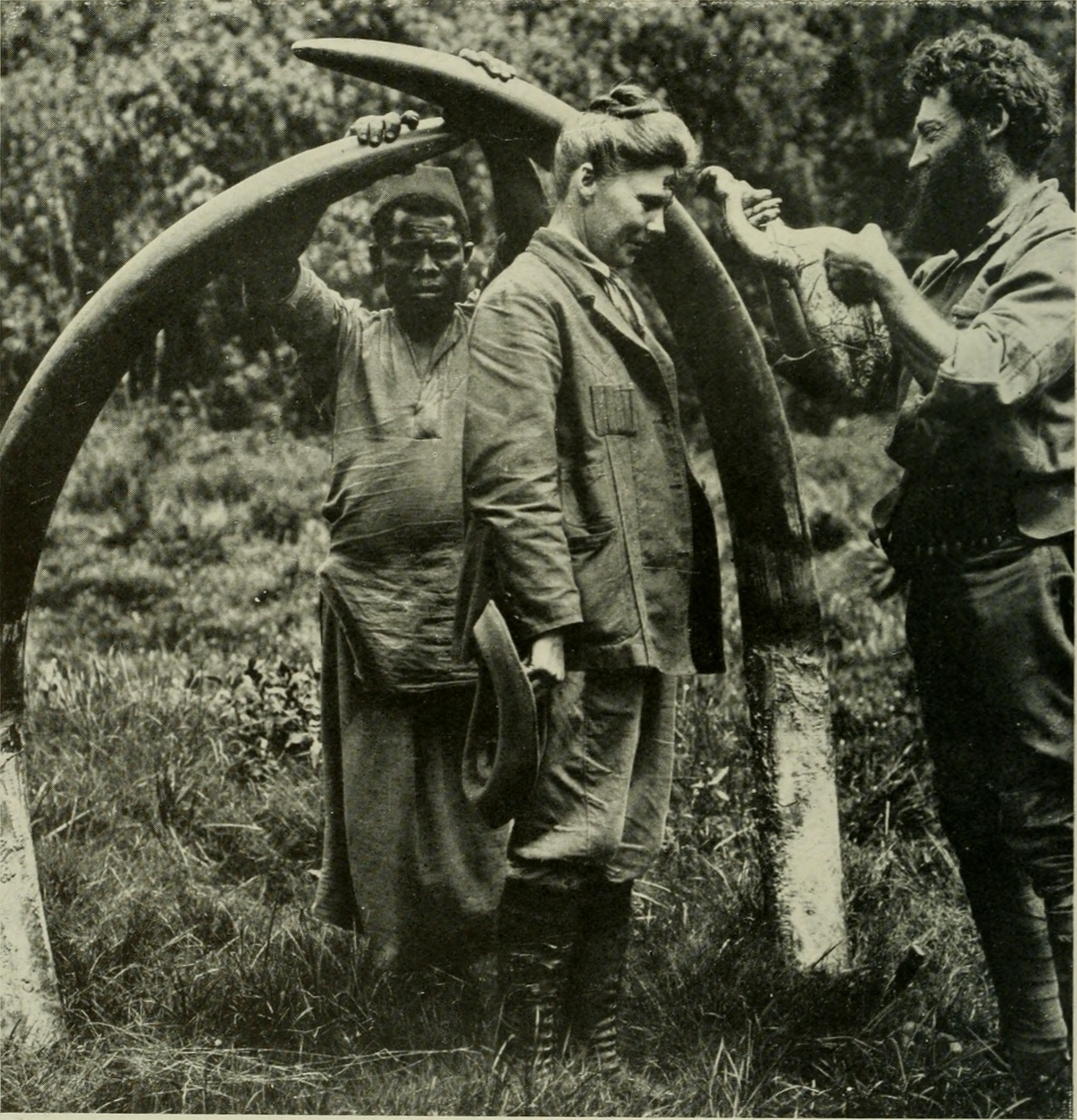
Delia Akeley en África, 1918

En estas expediciones en solitario, su objetivo principal era estudiar culturas poco conocidas y que no hubieran tenido contacto con el mundo occidental, vivir con ellas y observarlas. Se integró durante unos meses en un grupo pigmeo llamado Mbuti, del bosque de Ituri, y coleccionó cerámica y otros artefactos para los museos. Sus escritos sobre estas tribus ayudaron a comprender su estructura familiar, su cultura y su modo de vida. A su regreso a Estados Unidos en 1930, declaró: "Me gustan los nativos de África: los encontré amigables, inteligentes y mucho más comprensivos que nosotros". Se convirtió en la primera occidental en cruzar el desierto que se extiende entre el río Tana de Kenia y Etiopía y navegó en canoa por ese río desde el Océano Índico. Sus expediciones en África Central ayudaron a aumentar los conocimientos que se tenían de Kenia y Congo.
Los artículos sobre sus expediciones se publicaron en The Saturday Evening Post, y las revistas Collier's, Century y The Literary Digest.

### Taxidermia y dioramas

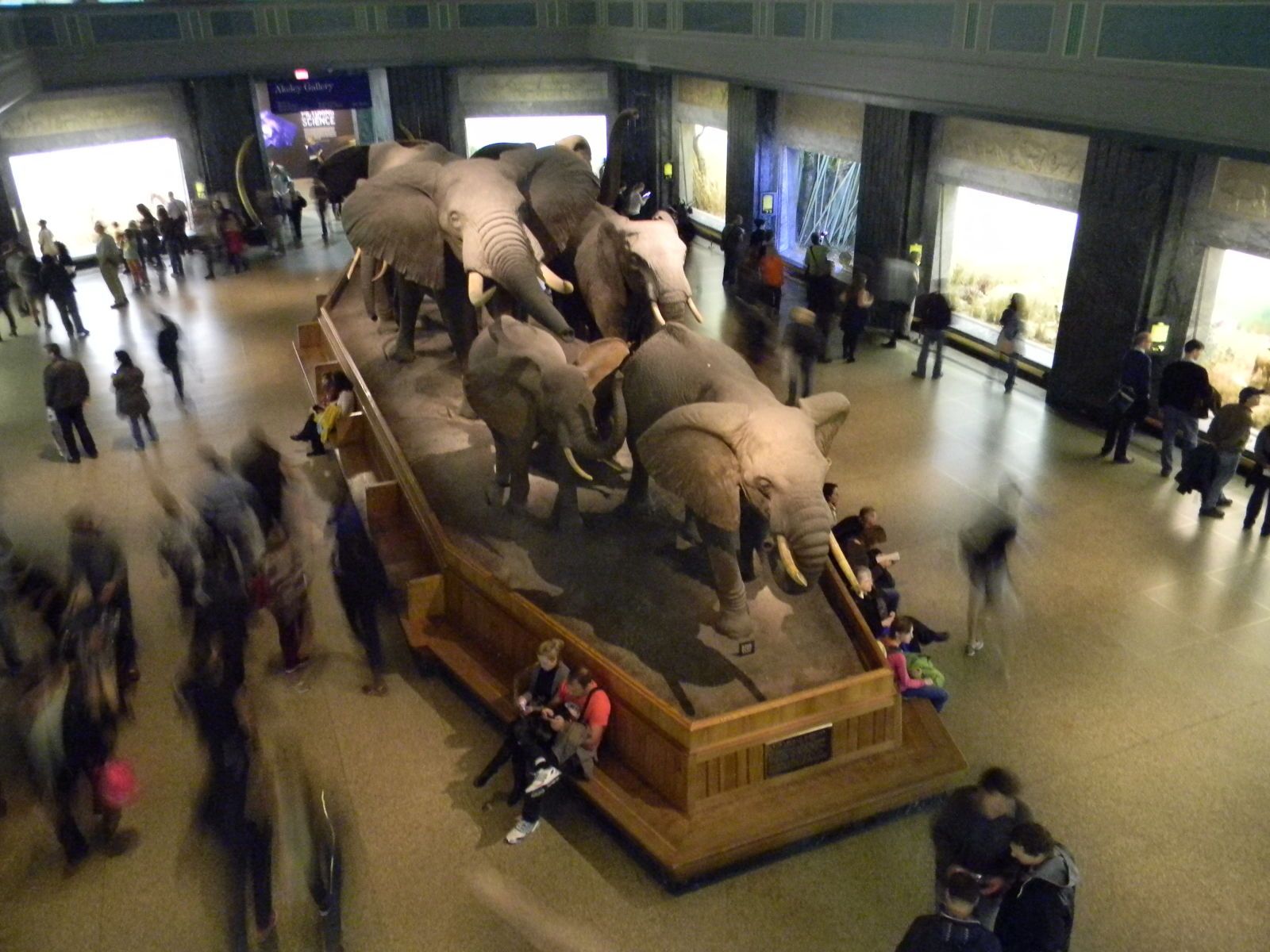
Sala Akeley de mamíferos africanos. Museo Americano de Historia Natural

El tipo de taxidermia que realizaba Carl y luego aprendió Delia, no era el tradicional. Montaban las pieles sobre formas esculpidas en arcilla, diseñadas para imitar la imagen y el lenguaje corporal que los animales habían tenido en vida. Luego, situaban las figuras en hábitats artificiales que reproducían ecosistemas detallados que imitaban su entorno natural. En el Museo Field de Historia Natural comenzaron a elaborar dioramas cuyo diseño fue considerado muy innovador para la época. Para hacer más realistas los escenarios recolectaban hojas y otras plantas o las hacían con cera de abeja, hacían moldes y fotografiaban entornos que luego imitaban en tres dimensiones. También trabajaron juntos durante años para conseguir, por medio de la caza, especímenes de animales para el Museo Field y para la Sala Akeley de Mamíferos Africanos del Museo Americano de Historia Natural. Los Akeley se consideraban cazadores no por deporte sino para ofrecer una visión natural de África al pueblo estadounidense, capturando una instantánea de un mundo en desaparición. Más allá de la controversia que supone la caza de animales salvajes con fines educativos, su exhibición en los museos ofreció la oportunidad a innumerables visitantes (la mayoría de ellos escolares) de ver animales que nunca podrían admirar en libertad en un entorno realista.